# Slza

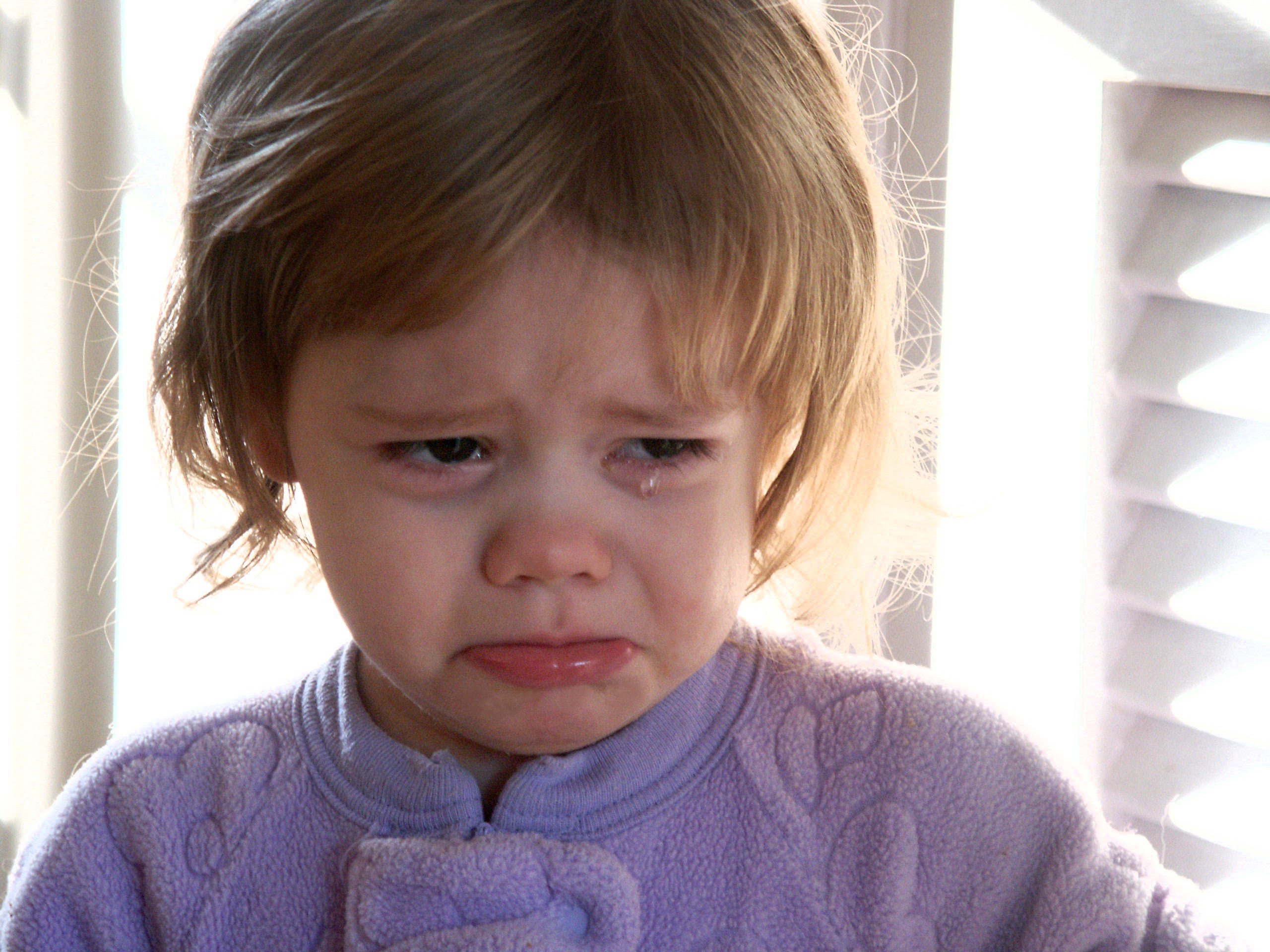
Slza u brečícího dítěte

Slzy jsou produkty slzných žláz v očích lidí, ostatních savců a některých dalších živočichů. Mají především ochrannou funkci, neboť vyplavují z oka nečistoty, jež se do oka mohou dostat z okolního prostředí a chrání je před mikroby. Zjednodušeně se jedná se o kapky slané vody obsahující malý podíl bílkovin.
Slzení také může být vyvoláno pocitem smutku, neštěstí. Takové slzení se označuje jako pláč. Méně často bývá pláč vyvolán jinou silnou emocí nebo pocitem (např. smíchem, vztekem, zoufalstvím nebo vyčerpáním). Kromě toho může být slzení vyvoláno chemickým podrážděním slzných žláz nějakou chemickou látkou např. slzným plynem (bromaceton, bromacetofenon nebo chloracetofenon) apod. Běžně slzy vyvolává pach cibule nebo požití velmi pálivé potraviny.

## Význam pro oko
Slzy mají důležitou roli při látkové výměně rohovky a v její průhlednosti, kdy se během slzení přivádí vlivem slzného filmu kyslík získávaný ze vzduchu. Průhlednost je udržována odstraňováním drobných nečistot. Jejich rozprostření po oku také zmenšuje jeho nepravidelnosti a zlepšuje viditelnost. Jejich funkcí je tedy omývání přední plochy oční koule.

## Složení

Ilustrace oka se slzným kanálkem

### Slzy
Lidské slzy jsou složeny z 99 % z vody, která je smíšena přibližně s 1 % soli a 0,2 až 0,5 % bílkovin a organických sloučenin jako jsou glukóza, aminokyseliny a fermenty. Chemické složení slz má antibakteriální účinky, což má za následek ničení bakterií na oku i v spojivkovém vaku.

### Slzné ústrojí
Slzné ústrojí je součástí oka, které se nachází v té části, která je blíže nosu. Je složeno ze slzné žlázy, přídavných slzných žlázek nacházejících se v horním a dolním víčku a dalších žlázek obsažených ve spojivce, slzných kanálků a slzného vaku, kde se slzy hromadí. V případě potřeby jsou vypouštěny slzovodem do horního nosního průchodu.
Slzy se tvoří neustále, nezávisle na vůli člověka a jsou soustavně vylučovány na plochu oka. V noci tato sekrece ustává. Vlivem různých příčin se může sekrece slz zvýšit (např. emociální stav, nemoc, atd.)

## Přenesený význam slova
Slovo slza v přeneseném významu někdy vyjadřuje velmi malé množství nějaké kapaliny (špetka, ždibec, kapka apod.).